# Avatha onerata
Avatha onerata là một loài bướm đêm trong họ Erebidae.